# CSKA Sofia
CSKA Sofia (Bulgaars: ПФК ЦСКА София) is een Bulgaarse voetbalclub uit de hoofdstad Sofia. De club werd opgericht op 5 mei 1948 en het thuisstadion is het Bulgarska Armiya, dat 22.500 plaatsen heeft. CSKA is de Engelse vertaling van de naam, in het Nederlands zou het TsjSKA Sofia zijn, maar de Engelse vertaling is altijd ingeburgerd geweest in het Nederlands. 

## Geschiedenis
De club werd opgericht op 5 mei 1948 door een fusie van Septemvri Sofia met de militaire club CDV en werd zo Septemvri pri CDV. De club nam meteen deel aan de eindronde om de Bulgaarse landstitel en bereikte de finale. Thuis werd de club met 1-2 verslagen door Levski Sofia, maar in de terugwedstrijd ging de club met 1-3 winnen en werd zo Bulgaars kampioen. Na dit seizoen werd een volwaardige competitie ingevoerd in Bulgarije, waarvoor de club als uittredend kampioen vanzelfsprekend geplaatst werd. In 1949 splitste Septemvri zich weer van de club af. De club ging als CDNV verder en werd met grote achterstand op Levski vicekampioen. Het seizoen 1949/50 werd na enkele wedstrijden stopgezet om de competitie in het land te reorganiseren en deze om te vormen naar een competitie in één kalenderjaar. Acht clubs uit Sofia speelden een kwalificatietoernooi en de top vijf zou zich plaatsen voor de nieuwe hoogste klasse. Op de laatste speeldag hadden Dinamo, het vroegere en latere Levski, en Akademik Sofia genoeg aan een punt om respectievelijk het toernooi te winnen en zich te kwalificeren. De wedstrijd eindigde dan ook op een gelijkspel waardoor CDNV uit de boot viel. Dit was het begin van de nog steeds durende rivaliteit tussen Levski en CSKA. Hierna werd beslist om de legerteams in de competitie, CDNV Sofia, DNV Plovdiv, VMS Stalin en VVS Sofia samen te brengen in één club Nardona Vojska Sofia. De meeste spelers waren van CDNV en ook enkele van DNV Plovdiv. Deze club werd ook toegelaten tot de nieuwe hoogste klasse in 1950 en werd dat jaar vierde. Na dit seizoen werd de legerfusie ongedaan gemaakt. CDNV Sofia en DNV Plovdiv werden beiden toegelaten tot de hoogste klasse en CDNV werd met één punt voorsprong op Spartak Sofia kampioen. 
Voor het seizoen 1952 werd de naam gewijzigd in CDNA Sofia en won opnieuw de titel. In 1953 nam de club voor één seizoen de naam Sofijskija Garnizon aan, maar deze wijziging werd na één seizoen ongedaan gemaakt. Van 1944 tot 1962 werd de club negen keer op rij kampioen. Na een derde plaats in 1963 fuseerde de club met Tsjerveno zname Sofia en speelde de volgende jaren als CSKA Tsjerveno zname Sofia en won in 1966 opnieuw de titel. Op Europees vlak kon de club tot dusver nog geen potten breken, maar in 1966/67 maakte de club grote furore in de Europacup I. De club bereikte zowaar de halve finale tegen Internazionale, dat in 1964 en 1965 nog wereldkampioen geworden was en kon twee keer standhouden. Destijds was de regel dat er een derde wedstrijd gespeeld werd op neutraal terrein en hier ging de club met 1-0 de boot in en was uitgeschakeld. 
In 1968 fuseerde de club opnieuw met Septemvri Sofia en speelde nu als CSKA Septemvrijsko Zname Sofia. De club bleef geregeld de titel winnen. Op Europees toneel kon de club enkel in 1974 nog de kwartfinale bereiken, waarin ze verloren van FC Bayern München. Een ronde eerder hadden ze wel AFC Ajax uitgeschakeld, dat een jaar eerder de Europacup I nog gewonnen had. Ook in 1980 versloeg de club uittredend kampioen Nottingham Forest, dat zelfs twee keer op rij de beker had veroverd. In de kwartfinale gingen ze eruit tegen latere winnaar Liverpool FC. In 1982 beleefde de club een nieuw topjaar door in de eerste ronde de Spaanse landskampioen Real Sociedad uit te schakelen en in de kwartfinale nam de club revanche op Liverpool en schakelde zo voor het tweede jaar op rij de regerende kampioen uit. In de halve finale tegen Bayern München stond de club na achttien minuten al 3-0 voor en leek een sprookje in de maak. De Duitsers gaven echter niet op en het werd uiteindelijk nog 4-3. In München ging CSKA echter kopje onder en verloor met 4-0 waardoor ze voor de tweede keer een finale aan hun neus voorbij zagen gaan. 
Op 19 juni 1985 speelde de club de bekerfinale tegen eeuwige rivaal Levski-Spartak. De wedstrijd ging gepaard met veel controversiële scheidsrechterlijke beslissingen en ruw gedrag van de spelers van beide teams. De spanning escaleerde tegen het einde van de eerste helft en er ontstonden zelfs gevechten tussen de spelers, waaraan ook de nog jonge Christo Stoitsjkov deelnam. Twee spelers kregen een rode kaart en CSKA won uiteindelijk met 2-1, maar na de wedstrijd werden beide teams ontbonden en enkele spelers, waaronder Stoitsjkov werden voor altijd verbannen uit de sport, al werd deze maatregel enkele maanden later opgeheven. CSKA werd heropgericht als Sredets en Levski als Vitosja. In 1987 werd de afkorting CFKA toegevoegd aan de naam. In 1988/89 beleefde de club opnieuw een Europees succes in de Europacup II en versloeg onder andere Panathinaikos en Roda JC op weg naar de halve finale, die ze verloren van FC Barcelona. Stoitsjkov scoorde wel drie keer voor de club en speelde zich zo in de kijker van Johan Cruijff, die hem een jaar later naar Barcelona haalde. In 1990 mocht de club terug de naam CSKA aannemen. De club werd drie keer kampioen in de jaren negentig en drie keer in de jaren 2000. Sinds de komst van PFK Loedogorets in de hoogste klasse in 2011 werd dit de dominante club van het land. 
Aan het einde van het seizoen 2014-2015 werd de professionele licentie niet verlengd vanwege financiële problemen en werd CSKA Sofia teruggezet naar de V Grupa, het 3e niveau in Bulgarije. De club bereikte dat jaar de bekerfinale en won deze tegen PFK Montana, waardoor ze de eerste derdeklasser waren die de beker kon winnen. Via meerdere constructies kocht de club eerst de licentie van Tsjavdar Etropole en daarna die van Litex Lovetsj op zodat ze in 2016/17 terug in de hoogste klasse speelden. In 2016 werd FK CSKA 1948 Sofia opgericht door supporters, intussen is deze club ook al opgeklommen tot de hoogste klasse waardoor er sinds 2020 twee clubs met de naam CSKA in de hoogste klasse spelen.

## Erelijst
- Landskampioen: 31x

1948, 1951, 1952, 1954, 1955, 1956, 1957, 1958, 1959, 1960, 1961, 1962, 1966, 1969, 1971, 1972, 1973, 1975, 1976, 1980, 1981, 1982, 1983, 1987, 1989, 1990, 1992, 1997, 2003, 2005, 2008
- Beker van Bulgarije: 21x

1951, 1954, 1955, 1961, 1965, 1969, 1972, 1973, 1974, 1983, 1985, 1987, 1988, 1989, 1993, 1997, 1999, 2006, 2011, 2016, 2021
- Bulgaarse Supercup 3x

1989, 2006, 2008, 2011
- V Grupa (poule Zuid-West)

2016

## Naamsveranderingen
- 1944 : Opgericht als Botev Sofia
- 1947 : fusie met CDV Sofia & Tsjavdar Sofia → FD Septemvrijsko Sofia
- 1948 : CDNV Sofia
- 1949 : NV Sofia
- 1950 : NA Sofia
- 1951 : CDNA Sofia
- 1953 : Sofijski Garnizon
- 1953 : CDNA Sofia
- 1964 : fusie metDSO Tsjerveno Zname Sofia → CSKA Tsjerveno Zname Sofia
- 1968 : fusie met FD Septemvri CDV Sofia → CSKA Septemvrijsko Zname Sofia
- 1985 : sluiting club door een incident
- 1985 : heroprichting als FK Sredets Sofia
- 1987 : CFKA Sredets Sofia
- 1989 : CFKA Sofia
- 1990 : FK CSKA Sofia

## Eindklasseringen vanaf 1948
| 1 |

| 2 |

| 4 |

| 1 |

| 1 |

| 2 |

| 1 |

| 1 |

| 1 |

| 1 |

| 1 |

| 1 |

| 1 |

| 1 |

| 1 |

| 3 |

| 11 |

| 4 |

| 1 |

| 5 |

| 2 |

| 1 |

| 2 |

| 1 |

| 1 |

| 1 |

| 2 |

| 1 |

| 1 |

| 2 |

| 2 |

| 2 |

| 1 |

| 1 |

| 1 |

| 1 |

| 2 |

| 2 |

| 4 |

| 1 |

| 2 |

| 1 |

| 1 |

| 2 |

| 1 |

| 2 |

| 2 |

| 5 |

| 5 |

| 1 |

| 3 |

| 5 |

| 2 |

| 2 |

| 3 |

| 1 |

| 3 |

| 1 |

| 2 |

| 2 |

| 1 |

| 2 |

| 2 |

| 3 |

| 2 |

| 3 |

| 2 |

| 5 |

| 1 |

| 2 |

| 2 |

| 2 |

| 2 |

| 3 |

| 2 |

| 2 |

| 3 |

| 5 |

| Parva Liga/A Grupa | Vtora Liga/B Grupa | Treta Liga/V AFG | A OFG Regionaal |

## In Europa
CSKA Sofia speelt sinds 1956 in diverse Europese competities. Hieronder staan de competities en in welke seizoenen de club deelnam:
- Champions League (4x)

1992/93, 1997/98, 2003/04, 2005/06
- Europacup I (21x)

1956/57, 1957/58, 1958/59, 1959/60, 1960/61, 1961/62, 1962/63, 1966/67, 1969/70, 1971/72, 1972/73, 1973/74, 1975/76, 1976/77, 1980/81, 1981/82, 1982/83, 1983/84, 1987/88, 1989/90, 1990/91
- Europa League (8x)

2009/10, 2010/11, 2011/12, 2012/13, 2014/15, 2018/19, 2019/20, 2020/21
- Conference League (3x)

2021/22, 2022/23, 2023/24
- Europacup II (5x)

1965/66, 1970/71, 1974/75, 1988/89, 1993/94
- UEFA Cup (17x)

1977/78, 1978/79, 1979/80, 1984/85, 1986/87, 1991/92, 1994/95, 1998/99, 1999/00, 2000/01, 2001/02, 2002/03, 2003/04, 2004/05, 2005/06, 2006/07, 2007/08
- Intertoto Cup (1x)

1996
Bijzonderheden Europese competities:
| Bijzonderheid                 | Datum      | Tegenstander        | Uitslag | Plaats    | Naam             | Aantal |
| ----------------------------- | ---------- | ------------------- | ------- | --------- | ---------------- | ------ |
| Hoogste overwinning           | 16-09-1970 | FC Haka Valkeakoski | 9-0     | Sofia     |                  |        |
| Hoogste nederlaag             | 03-10-1957 | Vasas SC Boedapest  | 1-6     | Boedapest |                  |        |
| Speler met meeste wedstrijden | 26-07-2012 |                     |         |           | Todor Yanchev    | 49     |
| Speler met meeste doelpunten  | 01-11-1989 |                     |         |           | Hristo Stoichkov | 10     |

UEFA Club Ranking: 125 (24-09-2024)

## Externe link

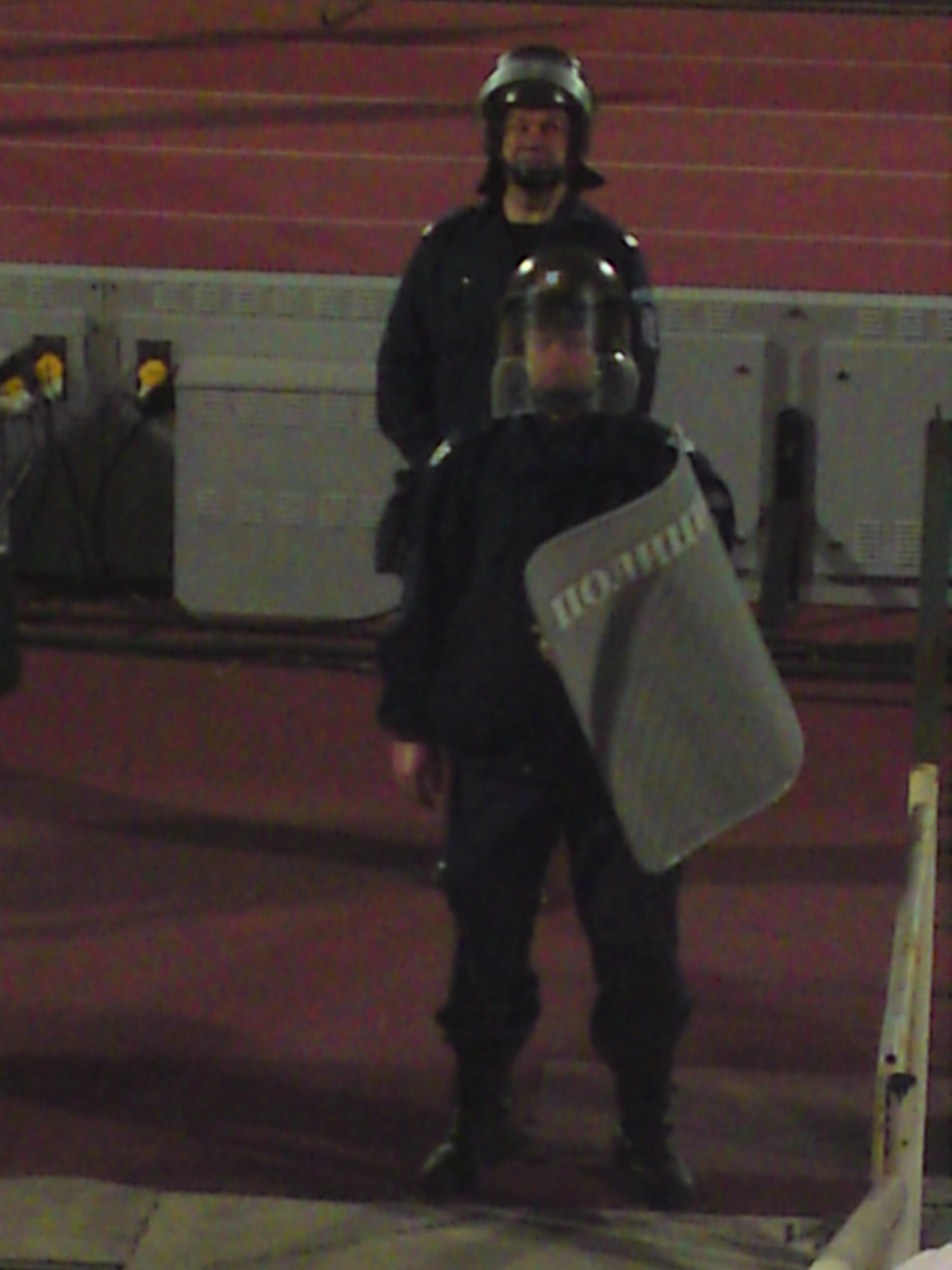
CSKA Sofia-Levski Sofia, The derby of Sofia (01-08-10)
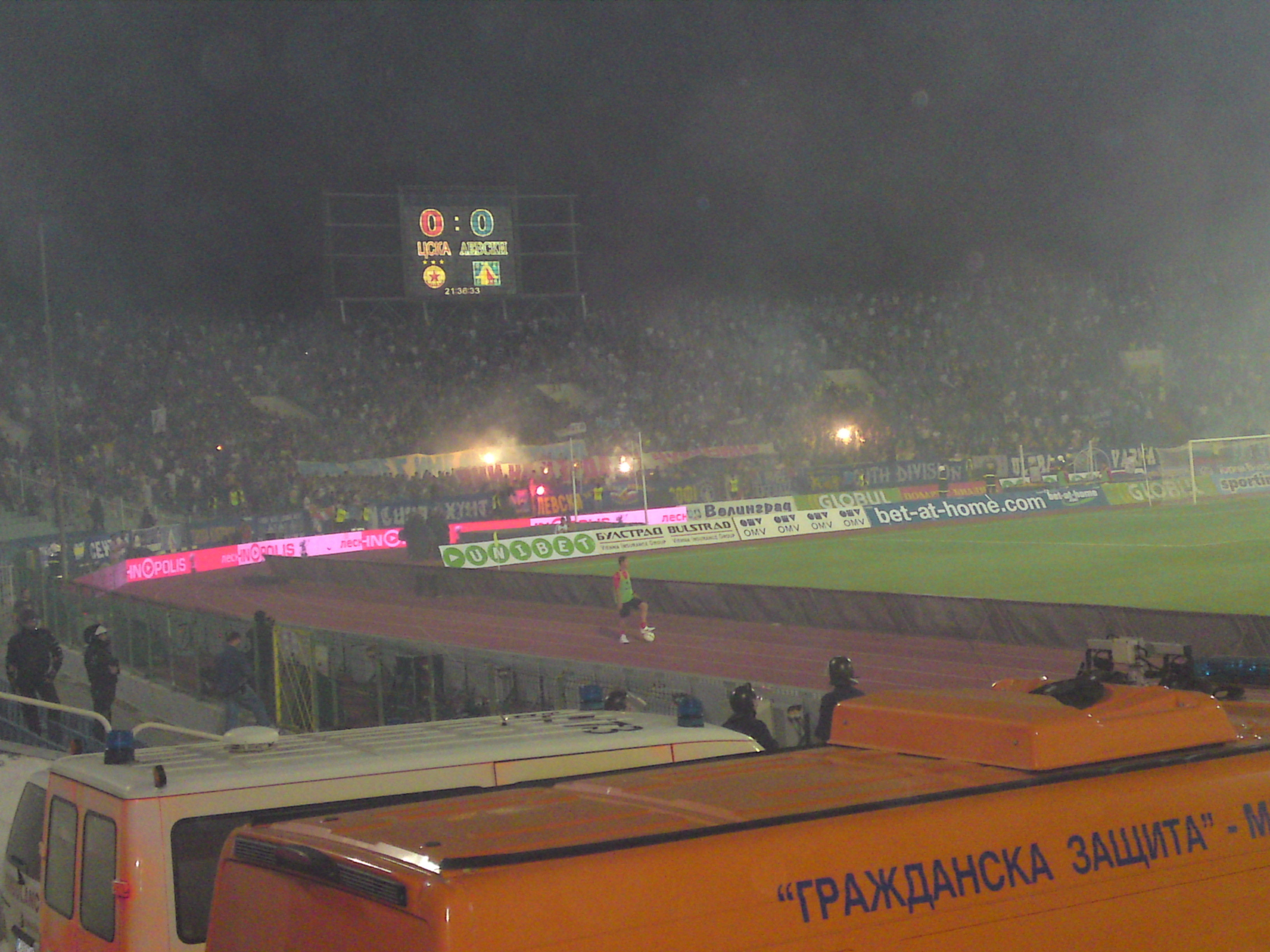
CSKA Sofia-Levski Sofia, The derby of Sofia (01-08-10)
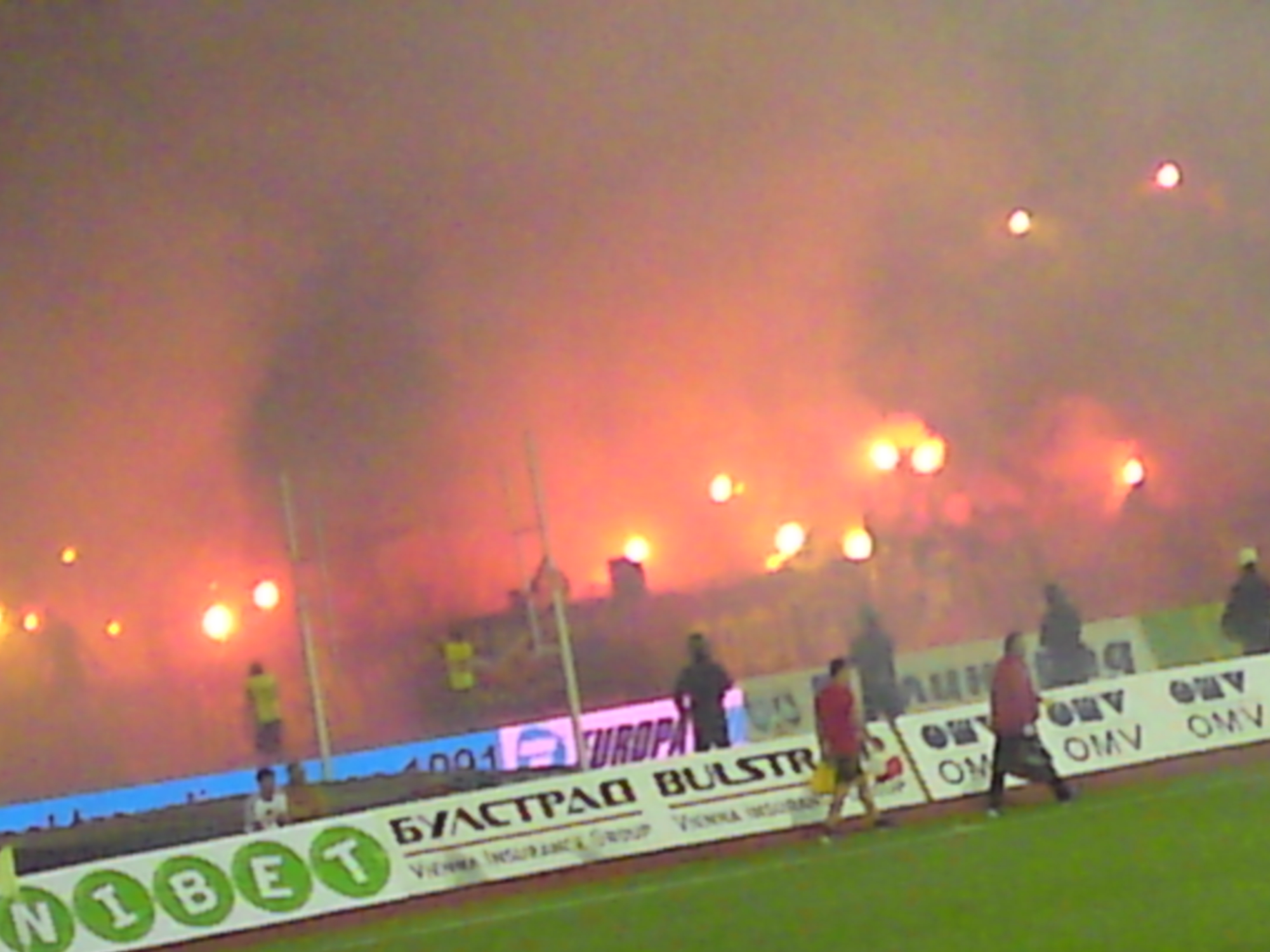
CSKA Sofia-Levski Sofia, The derby of Sofia (01-08-10)
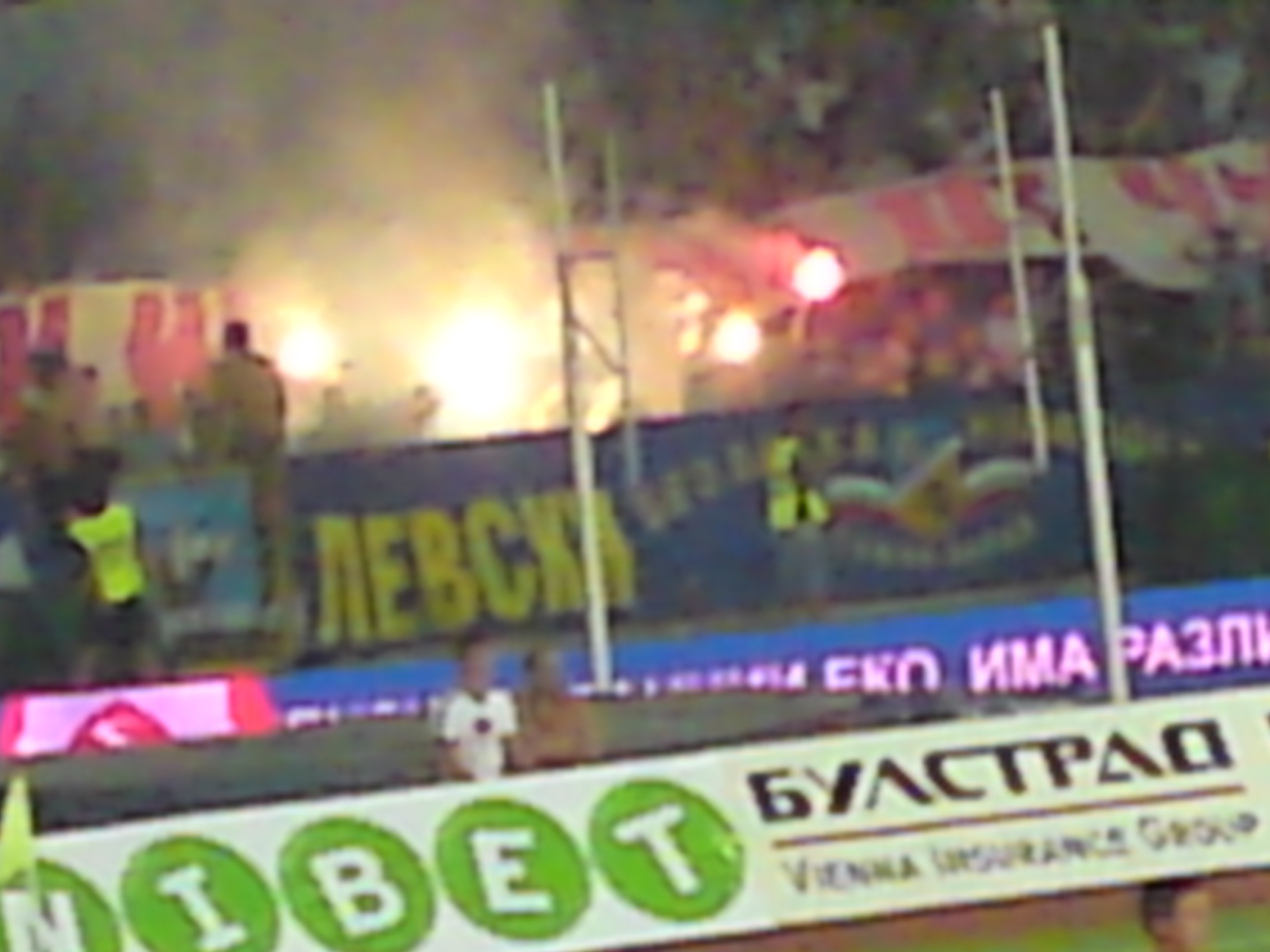
CSKA Sofia-Levski Sofia, The derby of Sofia (01-08-10)
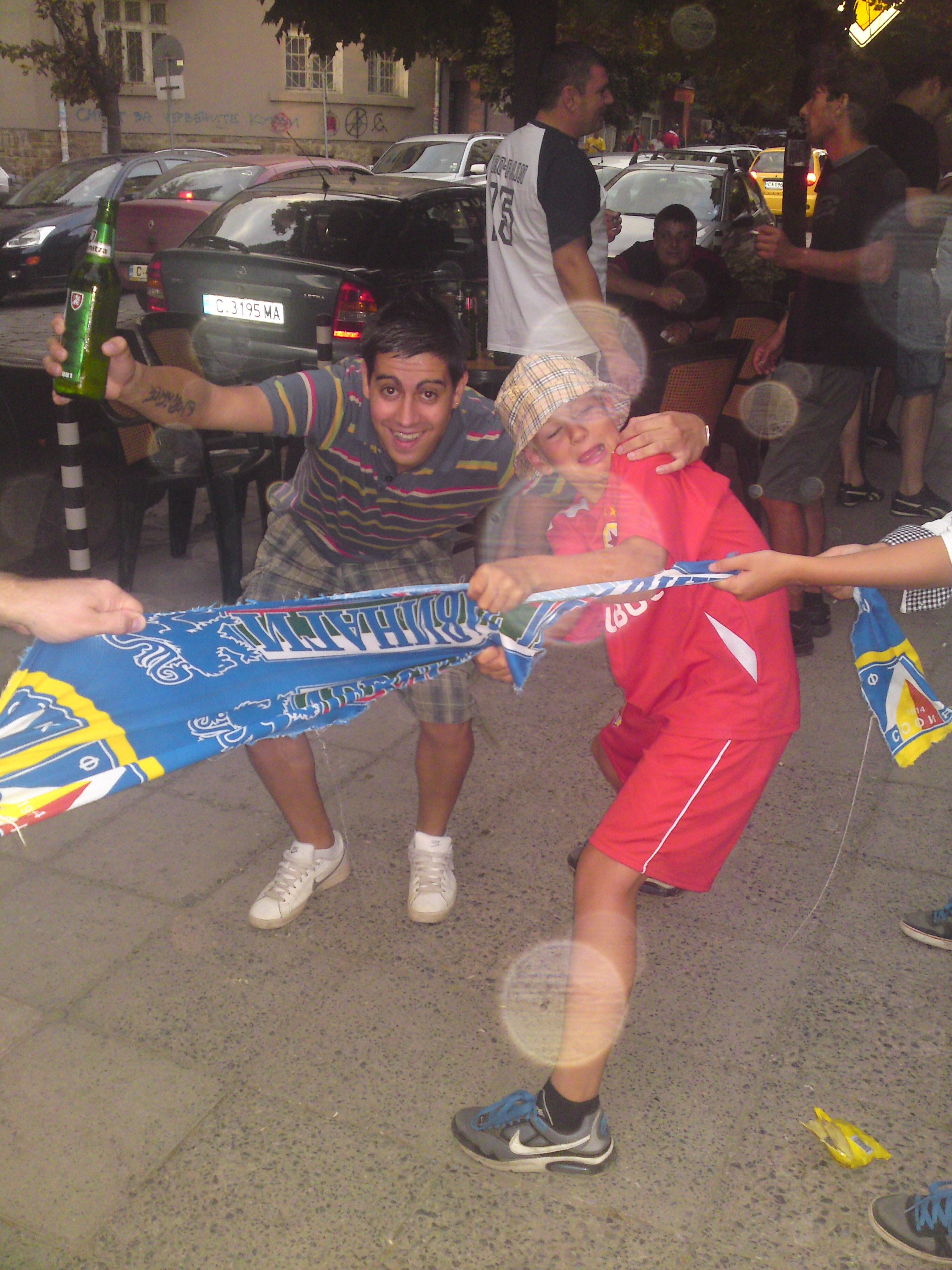
CSKA Sofia-Levski Sofia, The derby of Sofia (01-08-10)

## Bekende (oud-)spelers
- Roland Alberg
- Vurnon Anita
- Daniel Bekono
- Dimitar Berbatov
- Valentin Iliev
- Ilias Haddad
- Emil Kostadinov
- Kiril Kotev
- Nikola Kovachev
- Thomas Lam
- Quido Lanzaat
- Stanislav Manolev
- Francisco Martos
- Kiril Metkov
- Gregory Nelson
- Florentin Petre
- Ljoeboslav Penev
- Stilijan Petrov
- Martin Petrov
- Bernardo Redín
- Georgi Slavkov
- Christo Stoitsjkov
- Aleksandar Tonev
- Yanic Wildschut
- Ianis Zicu